# Brooklyn (Connecticut)
Brooklyn ist eine Kleinstadt im Bundesstaat Connecticut der Vereinigten Staaten. Sie hat 8210 Einwohner (United States Census 2010) und ist Teil des Windham County.

## Geschichte
Im späten 17. Jahrhundert besiedelt und 1786 als eigene Stadt gegründet, ist Brooklyn heute eine der am schnellsten wachsenden Städte im Windham County. Sie ist nach dem Quinebaug River oder Brook Line benannt, der ihre östliche Grenze bildet. Ursprünglich Land des Wabaquasset, wurde Brooklyn im Mai 1786 als eine von Canterbury und Pomfret unabhängige Stadt gegründet. Brooklyn ist die Heimat der Brooklyn Fair, der ältesten kontinuierlich stattfindenden Landwirtschaftsmesse Amerikas, sowie der Brooklyn Correctional Institution, einem staatlichen Gefängnis mit mittlerer Sicherheitsstufe.
In Brooklyn fand 1833 der Prozess gegen Prudence Crandall statt, eine Lehrerin, die angeklagt war, schwarze Schülerinnen im nahe gelegenen Canterbury unterrichtet zu haben.
Brooklyn ist die letzte Ruhestätte des Unabhängigkeitskriegsgenerals Israel Putnam. Obwohl er ursprünglich in einem oberirdischen Grab auf dem Brooklyner Südfriedhof beigesetzt wurde, mussten seine sterblichen Überreste aufgrund von großem Besucherandrang umgebettet werden. Im Jahr 1888 wurde eine Statue von Putnam auf einem Pferd errichtet und sein Sarkophag in das Fundament gestellt. Die Statue steht vor dem Postamt.

## Demografie
Nach der Volkszählung von 2010 leben in Brooklyn 8210 Menschen. Die Bevölkerung teilt sich im selben Jahr auf in 90,7 % Weiße, 2,8 % Afroamerikaner, 0,3 % amerikanische Ureinwohner, 1,0 % Asiaten, 0,1 % Sonstige und 1,1 % mit zwei oder mehr Ethnizitäten. Hispanics oder Latinos machten 4,0 % der Bevölkerung aus. Das mittlere Haushaltseinkommen lag bei 70.113 US-Dollar und die Armutsquote bei 8,4 %.

## Söhne und Töchter
- Elijah Paine (1757–1842), Jurist und Politiker
- Waldo Hutchins (1822–1891), Jurist und Politiker